# 霍恩博伦廷
霍恩博伦廷（德語：Hohenbollentin）是德国梅克伦堡-前波美拉尼亚州的市镇，隶属于梅克伦堡湖区县。总面积为6.55平方千米，截至2023年12月31日总人口为106人。